# 48 законов власти
«48 законов власти» (1998) — научно-популярная книга американского писателя Роберта Грина. Книга была признана бестселлером New York Times. Было продано более 1,2 миллиона экземпляров книги в Соединенных Штатах. Книга получила огромную популярность и стала культурным феноменом, широко обсуждалась в медиа и стала примером для других авторов.

## История
Некоторые идеи, которые легли в основу книги были сформулированы автором во время работы в Голливуде. Он заметил общие черты, которые свойственны влиятельным историческим фигурам. В 1995 году Грин работал писателем в художественной и медиа-школе Fabrica и познакомился с упаковщиком книг по имени Джуст Элфферс. Грин представил Элфферсу свою идею книги о власти, и шесть месяцев спустя Элфферс попросил Грина написать её.
Хоть Грин и не был доволен своей работой, ему было комфортно на ней и он считал, что будет слишком рискованно погружаться в написание книги по предложению Элфферса. Однако в то время Грин перечитывал биографию Юлия Цезаря, которая была его любимой книгой и вдохновился решением Цезаря перейти реку Рубикон и сразиться с Помпеем, развязав тем самым Гражданскую войну в Риме. Грин написал текст, который позже станет книгой «48 законов власти». Он считал, что это было переломным моментом в его жизни.

## Реакция
Книга «48 законов власти» была продана в США тиражом более 1,2 миллионов экземпляров и переведена на 24 языка. Fast Company назвала книгу «мегакультовой классикой», а The Los Angeles Times отметила, что «48 законов власти» превратили Грина в «культового героя хип-хопа, голливудской элиты и заключенных».
Сообщается, что книга «48 законов власти» пользуется большим спросом в библиотеках американских тюрем и использовалась, как учебник на первом курсе в некоторых колледжах США. Рэпер 50 Cent заявил, что он «немедленно» породнился с книгой, и обратился к Грину с предложением потенциального сотрудничества, которое позже станет «The 50th Law», еще одним бестселлером New York Times. Баста Раймс и Дерриус Джексон использовали «48 законов власти», чтобы справиться с проблемными кинопродюсерами. У DJ Premier есть татуировка на руке, вдохновленная Законом № 5 из книги, который гласит: «Репутация это краеугольный камень власти», а у DJ Calvin Harris есть татуировка на руке «Входи смело», основанная на Законе № 28. Эта книга также упоминается в песнях UGK, Jay Z, Kanye West, Central Cee, MF DOOM и Drake. Дов Чарни, основатель и бывший генеральный директор American Apparel, часто цитировал законы из книги на заседаниях совета директоров, раздавал экземпляры книги друзьям и сотрудникам и назначил Грина членом совета директоров American Apparel. Грин также утверждает, что бывший президент Кубы Фидель Кастро читал его книгу. Книга была запрещена в нескольких тюрьмах США.
Профессор Джеффри Пфеффер сказал, что так называемые законы Грина основаны на частных случаях, а не на серьезных исследованиях. Kirkus Reviews заявил, что Грин не представляет никаких свидетельств в поддержку своего мировоззрения, его законы противоречат друг другу, а книга «просто бессмыслица». Newsweek также указывает на то, что законы противоречат друг другу, и отмечает, что: «Стремясь к противоположному, Грин фактически привел один из лучших со времен Нового Завета аргументов в пользу смирения и безвестности». Журнал «Director» заявляет, что «некоторые из „законов“ Грина кажутся противоречивыми», и, что сама работа «утомительная и поучающая».